# ریمن هویی
ریمن هویی (انگلیسی: Raman Hui؛ زادهٔ ۱۹۶۳) کارگردان فیلم آمریکایی چینی تبار است.
هویی در هنگ کنگ به دنیا آمد و در یک خانواده تک والد بزرگ شد و مادرش او و دو خواهر و برادر دیگر را بزرگ کرد. از زمانی که به یاد داشت به نقاشی علاقه داشت، به دانشگاه پلی‌تکنیک هنگ کنگ رفت و در سال ۱۹۸۴ در رشته طراحی گرافیک فارغ التحصیل شد.

## فیلم‌شناسی

### آثار کارگردانی در سینما
- شکار هیولا (۲۰۱۵)
- شکار هیولا ۲ (۲۰۱۸) [۳]
- شاگرد ببر (۲۰۲۴)